# Suranenggala (plaats)
Suranenggala is een bestuurslaag in het regentschap Cirebon van de provincie West-Java, Indonesië. Suranenggala telt 4729 inwoners (volkstelling 2010).